# Anhaux
Anhaux – miejscowość i gmina we Francji, w regionie Nowa Akwitania, w departamencie Pireneje Atlantyckie.
Według danych na rok 1990 gminę zamieszkiwało 310 osób, a gęstość zaludnienia wynosiła 25 osób/km² (wśród 2290 gmin Akwitanii Anhaux plasuje się na 870. miejscu pod względem liczby ludności, natomiast pod względem powierzchni na miejscu 909.).
| 1901 | 1962 | 1968 | 1975 | 1982 | 1990 | 1999 |
| ---- | ---- | ---- | ---- | ---- | ---- | ---- |
| 419  | 272  | 285  | 275  | 274  | 310  | 247  |